# Leptoclinium
Leptoclinium es un género monotípico de plantas de la familia de las asteráceas. Su única especie: Leptoclinium trichotomum es originaria de Brasil donde se encuentra en el Cerrado.

## Descripción
Las plantas de este género solo tienen disco (sin rayos florales) y los pétalos son de color blanco, ligeramente amarillento blanco, rosa o morado (nunca de un completo color amarillo).

## Taxonomía
Leptoclinium trichotomum fue descrita por  (Gardner) Benth.  y publicado en Flora Brasiliensis 6(2): 272. 1876.
Sinonimia
- Liatris trichotoma Gardner[5]